# Camas (Spanje)
Camas is een gemeente in de Spaanse provincie Sevilla in de regio Andalusië met een oppervlakte van 12 km². In 2007 telde Camas 25.694 inwoners.

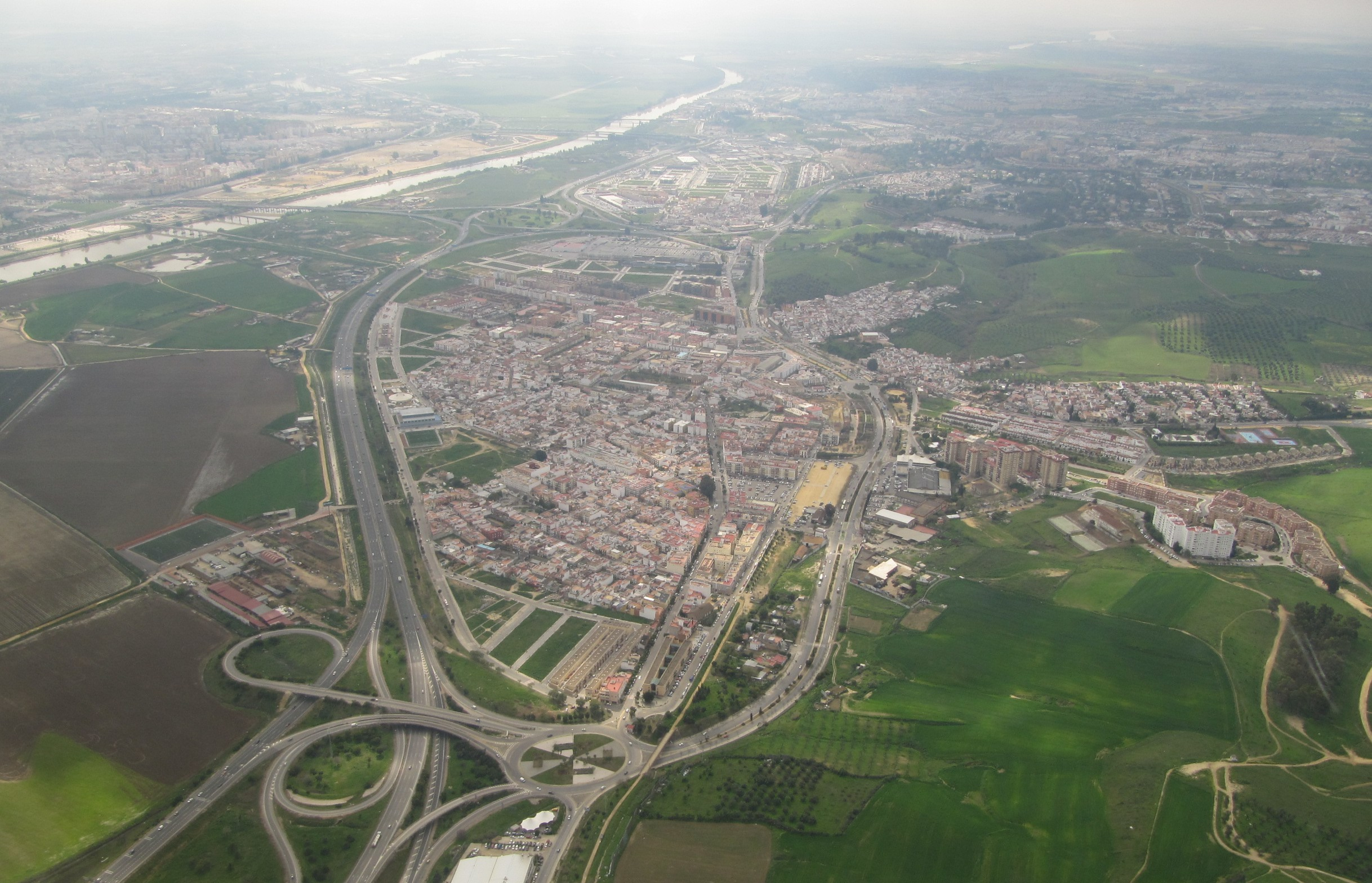
Gezien vanuit de lucht

## Demografische ontwikkeling
Bron: INE; 1857-2011: volkstellingen

## Geboren
- Sergio Ramos (1986), voetballer